# 아바친스키산

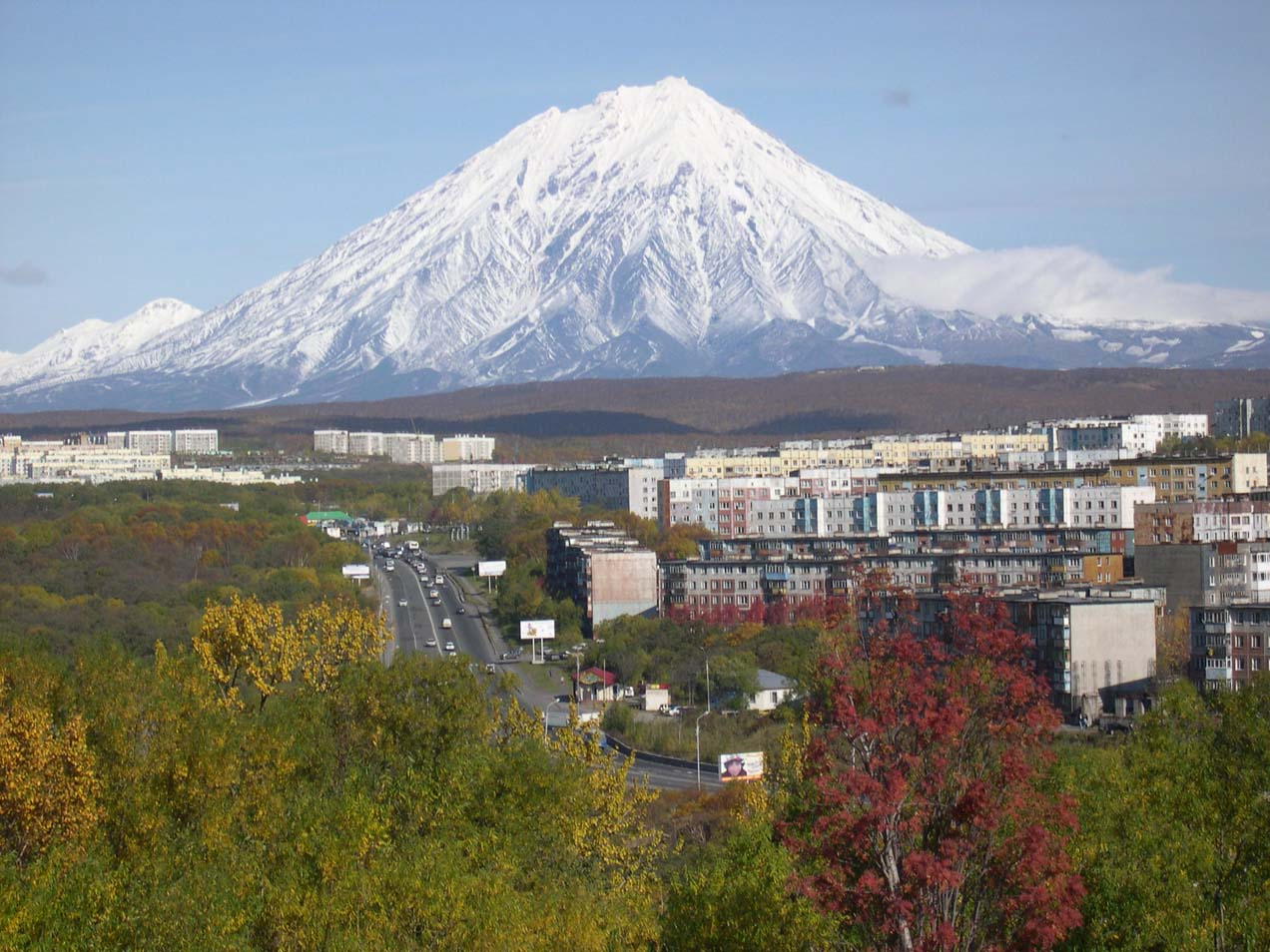

아바친스키산(Avachinsky)은 러시아의 캄차카반도의 캄차카 화산군에 솟아있는 해발 2,741m의 완벽한 모양의 성층 화산으로,
현재까지 활동하고 있는 활화산이다. 분화구는 크며, 화구벽에선 증기가 나온다. 조선민주주의인민공화국의 백두산보다 3m더 낮다.
그렇지만 백두산만하다. 현재 매우 위험한 화산으로 분류되었다.